# Seguimiento de la migración de animales

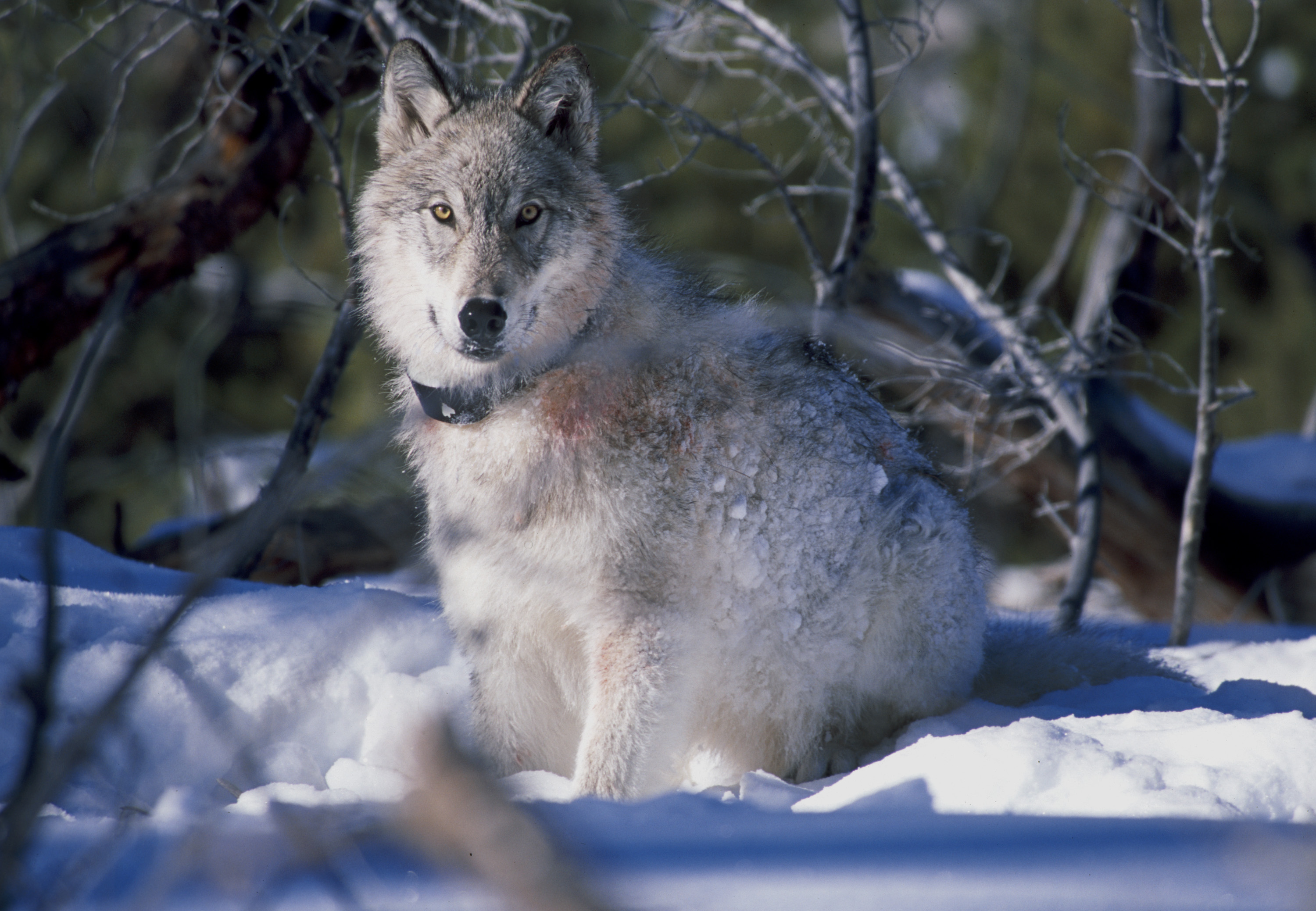
Lobo (Canis lupus) con collar electrónico, Parque Nacional de Yellowstone

Por años los científicos han estado siguiendo o rastreando animales y las formas en que migran. Muchos lo han hecho por investigación, algunos lo han hecho para ayudar a los animales y para monitorearlos.

## Tecnologías para el seguimiento

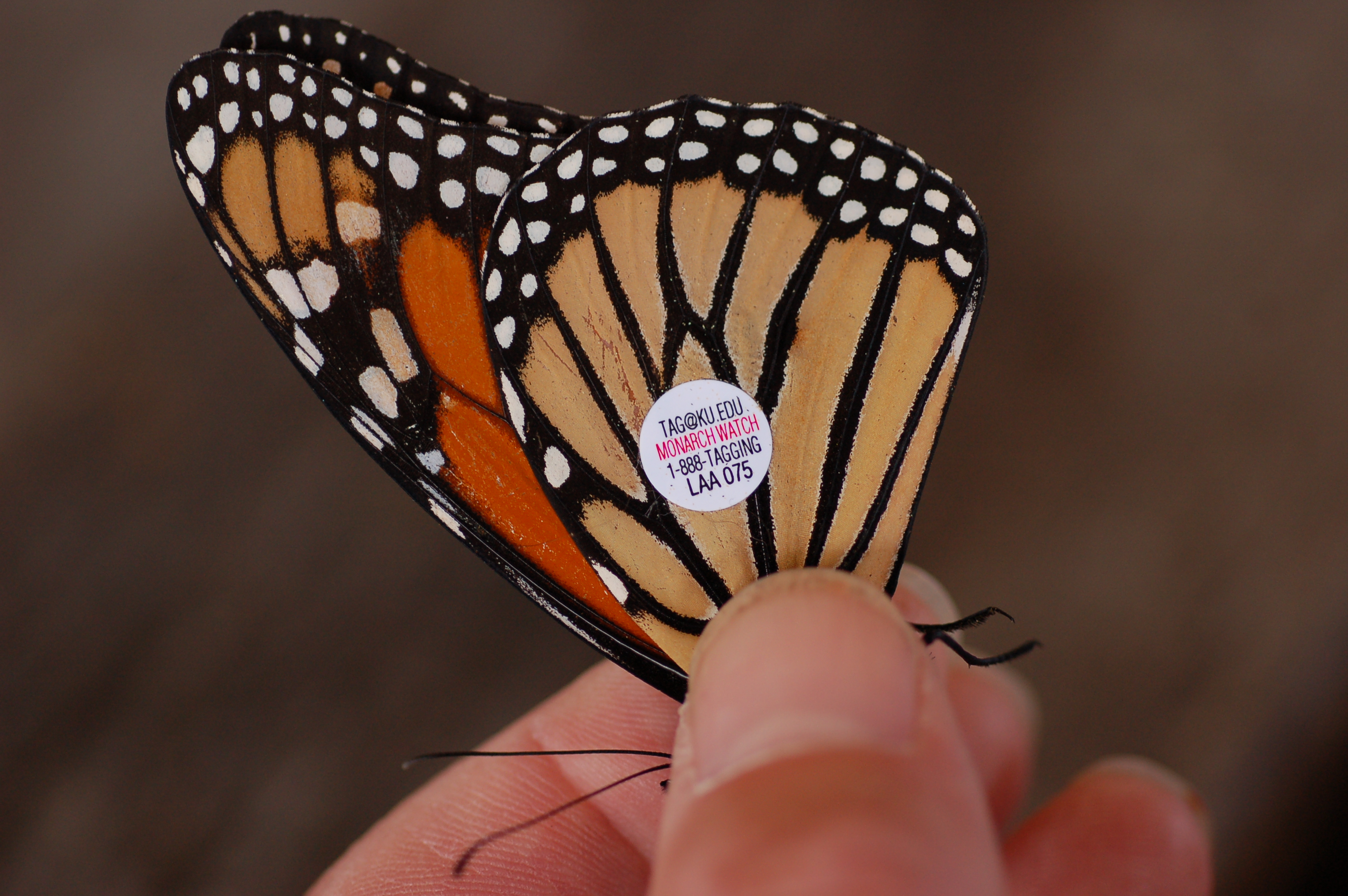
Mariposa monarca con etiqueta para su seguimiento, Cape May Bird Observatory

En el otoño de 1803, el naturalista estadounidense John James Audubon se preguntaba si las aves migratorias volvían al mismo lugar cada año. Así que ató un cordel alrededor de la pata de un ave antes de que volara al sur. En la primavera siguiente, Aubudon vio que el ave sí había regresado.
Los científicos en la actualidad todavía ponen etiquetas, como los anillos metálicos, para rastrear el movimiento de animales. Pero los anillos no siempre son etiquetas útiles. Esto es porque los animales deben ser capturados nuevamente para que los científicos obtengan algún dato. Desafortunadamente, la mayoría de los animales marcados con etiquetas nunca vuelven a ser vistos de nuevo.
Tecnologías recientes han ayudado a resolver este problema. Etiquetas electrónicas que emiten señales repetitivas que son detectadas por equipos de radio o por satélites. Los científicos pueden rastrear la locación y los movimientos de animales etiquetados sin necesidad de recapturarlos. Estas etiquetas electrónicas pueden aportar un gran caudal de datos. Sin embargo, son más caros que las etiquetas menos tecnológicas, no electrónicas. También, debido a su peso, las etiquetas electrónicas pueden dañar a algunos animales por hacerlos más lentos.

## Seguimiento radial
El seguimiento de un animal por radio involucra dos dispositivos. Un transmisor adosado a los animales envía una señal en la forma de onda de radio, tal como lo hace una emisora radiofónica. Un científico puede ponerle al animal el transmisor alrededor de la pierna, del cuello, del ala, o de una aleta. Un receptor recoge la señal, tal como un radiorreceptor doméstico recibe la señal de una estación. radial. El radiorreceptor suele ubicarse en un camión o en un aeroplano. Para mantener el seguimiento de la señal el científico debe seguir al animal marcado con el camión o el avión.

## Seguimiento satelital
Los radiorreceptores pueden ser ubicados en satélites orbitando la Tierra del mismo modo que en un camión o un avión. Satélites trabajando en red, o grupos, son usados para el rastreo de animales. Cada satélite de la red toma la señal del transmisor del dispositivo-etiqueta colocado en el animal. Al procesar la recepción simultánea de todas las señales se puede determinar la localización geográfica precisa del animal. Los satélites también siguen la ruta del animal mientras se mueve. El seguimiento satelital es especialmente útil porque los científicos no tienen que seguir detrás del animal. En vez de eso los satélites en red detectan el movimiento. Las redes de satélites han seguido las migraciones de caribúes, tortugas marinas, ballenas, focas, elefantes , águilas calvas y águilas pescadoras. 
Se emplean comúnmente dos sistemas, el sistema Argos y el GPS, más pesado pero más exacto. 
Gracias a esta tecnología, los conservacionistas pueden localizar lugares clave para la supervivencia de especies amenazadas. 

## Importancia del seguimiento
Las etiquetas de seguimiento electrónico están dando a los científicos una imagen completa, y exacta de los patrones de migración. Por ejemplo, cuando los científicos usaron radiotransmisores para rastrear una manada de caribúes, descubrieron dos cosas importantes. Primero, descubrieron que la manada se mueve antes de lo que se pensaba. Segundo, descubrieron que cada año la manada vuelve aproximadamente al mismo lugar para dar a luz. Esta información hubiera sido difícil de obtener con el marcado con etiquetas de "baja tecnología".
El seguimiento de las migraciones es un instrumento importante para entender mejor y proteger las especies. Por ejemplo, los manatíes de la Florida son una especie amenazada, y por lo tanto necesitan protección. El seguimiento por radio mostró que los manatíes de la Florida pueden viajar tan lejos como hasta el estado de Rhode Island cuando migran. Esta información sugiere que los manatíes pueden necesitar protección a lo largo de gran parte de la costa atlántica de los Estados Unidos. Anteriormente, los esfuerzos de protección se enfocaban principalmente en el área de la Florida.
Las tecnologías para el rastreo de animales pueden ser también de ayuda para personas cuyo trabajo o recreación afecta a los animales. Por ejemplo, suponiendo que las autoridades de un parque estatal quieren proteger a un grupo de animales migratorios durante sus viajes en la primavera. Las autoridades planean prohibir la pesca o la navegación durante la primavera. Información sobre la migración detallada, no obstante, podría dar a las autoridades una elección mejor. Ellos podrían ser capaces de disminuir el tiempo durante el cual la prohibición está activa, o prohibir la pesca y la navegación sólo en aquellas pocas áreas visitadas por esos animales.